# Ralf Hilmes
Ralf Hilmes (* 31. Januar 1965) ist ein ehemaliger deutscher Fußballschiedsrichter aus Nordhorn im Landkreis Grafschaft Bentheim.

## Karriere
Sein erstes als hauptamtlicher Schiedsrichter gepfiffene Spiel in der letzten Saison der Oberliga Nord war am 4. September 1993 das 3:3-Unentschieden der Partie Kickers Emden gegen VfB Lübeck. Bis zum Ende dieser Saison leitete er insgesamt sieben Spiele.
In der nächsten Saison pfiff er somit in der Regionalliga Nord, die erste Partie war hier am siebten Spieltag das 2:2 des Lüneburger SK gegen den FC Bremerhaven. Im selben Jahr gab er dann auch in der 2. Bundesliga sein Debüt als Schiedsrichter. Hier war es am 14. November der 5:0-Heimsieg von Hansa Rostock gegen den Chemnitzer FC. Sein erstes und auch einziges Spiel in der 1. Liga durfte er dann schließlich am 24. Mai 1997 beim 0:2 des FC Schalke 04 gegen den SC Freiburg absolvieren. Daneben war er immer nur als Assistent bei Spielen der 1. Liga auf dem Platz aktiv.
Seine aktive Laufbahn in den höheren Ligen verfolgte er dann noch bis zur Saison 1999/2000. In der Regionalliga war sein letztes Spiel am 20. Mai 2000 mit einem 1:1 des VfL Osnabrück gegen den SV Wilhelmshaven. Sein letztes Spiel in der 2. Liga war dann gut eine Woche später am 26. Mai beim 1:0-Heimsieg des Chemnitzer FC gegen Tennis Borussia Berlin.
Zurzeit hat er beim NFV Kreis Grafschaft Bentheim im Schiedsrichterausschuss den Posten des Schiedsrichter-Lehrwartes inne und ist als Schiedsrichterbeobachter auch für den DFB unterwegs, wohnhaft ist er in Nordhorn. Weiter ist er noch Abteilungsleiter der Wirtschaftsförderung in der Grafschaft Bentheim.